# Salerno
Salerno (latinski: Salernum) je glavni grad istoimene talijanske provincije Salerno u regiji Kampanija od 132.608 stanovnika. Salerno je poznat po vrlo starom sveučilište u Europi, Medicinskoj školi u Salernu, koja je predstavljala značajan izvor medicinskih znanja u srednjem vijeku.

## Zemljopis
Salerno leži u Južnoj Italiji u ravnici rijeke Sele, koja na njegovom istočnom kraju ima ušće u Salernski zaljev, udaljen 50 km jugoistočno od regionalnog centra Napulja. Kroz sam centar grada protiče rječica Irno. Klima u Salernu je sredozemna klima. Salerno je jedan od najosunčanijih gradova u državi. Ljetne temparutre su oko 23 °C, a zimske oko 8 °C. Količina padavina na godišnjem prosjeku je 1.000 mm/m².

## Povijest
Salerno je osnovan kao rimska kolonija Salernum 197. pr. Kr., vjerojatno na mjestu ranijeg etruščanskog naselja Irnthi. [2]
Za ranog srednjeg vijeka postao je dio langobardske - Kneževine Benevento, tako da je od 646. godine bio njihova prijestolnica sve do 839. kad su ga zauzeli Normani. Njihov vođar Robert Guiscard pretvorio ga je u svoju sjajnu prijestolnicu. Grad su opljačkali i razorili švapski Hohenstaufeni - 1194., a obnovio mještanin Giovanni da Procida, heroj ustanka protiv Francuza poznatog kao Sicilijanska večernja - 1282. godine. On je proširio luku i osnovao veliki godišnji sajam. Od 1419. Salernom vladaju domaće dinastije, prvo Colonne, pa nakon njih Orsiniji i Sanseverini sve do sredine 16. stoljeća kad se učvrstila vlast Napuljskog kraljevstva.
Za vrijeme Drugog svjetskog rata na plažama kod Salerna se odigrala velika bitka između 6. rujna i 18. rujna 1943. između savezničkih snaga i Wehrmachta za pomorskog desanta - poznatog kao Operacija Avalanche.
Za vrijeme te bitke stradao je dobar dio povijesnog centra Salerna. Od veljače do srpnja 1944. godine kratkotrajna talijanska vlada Pietra Badoglia je imala sjedište u Salernu.

## Znamenitosti
Grad ima očuvanu staru gradsku jezgru s brojnim vrijednim građevinama. Međutim, zapadna okolina Salerna, tzv. Amalfijska obala, pod zaštitom UNESCO-a, je mnogo poznatija i turistički posjećenija. U gradu se nalazi katedrala posvećena Svetom Mateju, u romanskom stilu iz 11. stoljeća. U njoj se nalazi grob Apostola Mateja. 

## Gradovi prijatelji
- Bugarska -  Pazardžik (od 2008.)
- Francuska -  Rouen (od 2003.)
- Francuska -  Montpellier (od 2008.)
- Japan -  Tōno (od 1984.)
- Poljska -  Wołomin (od 2008.)
- SAD -  Baltimore (od 2008.)